# Реакция Поварова
Реакция По́варова - трёхкомпонентная реакция ароматических аминов, альдегидов и алкенов (или алкинов), приводящая к образованию тетрагидрохинолинов или хинолинов. Формально является [4+2]-циклоприсоединением ароматических оснований Шиффа к электронообогащенным алкенам при катализе кислотами Льюиса или Брёнстеда.

## Исторические сведения
Открыта советским химиком-органиком Леонардом Сергеевичем Поваровым в 1962 году.
Л.С. Поваров и сотрудники нашли, что основания Шиффа в присутствии фтористого бора легко реагируют с винилалкиловыми эфирами, образуя аддукты по схеме диенового синтеза. Так, в реакции основания Шиффа, полученного из анилина и бензальдегида, с винилэтилсульфидом в результате отщепления этилмеркаптана был получен 2-фенилхинолин; с этоксиацетиленом – 2-фенил-4-этоксихинолин; с кетеном – 2-фенил-2,3-дигидрохинолин-4-он.
В дальнейшем было показано, что в качестве диенофилов в реакции с шиффовыми основаниями могут быть использованы и циклические эфиры — 2-метил-4,5-дигидрофуран и дигидропиран, циклогексенилэтиловый эфир. В качестве диенов были использованы основания Шиффа, содержащие различные заместители. Установлено, что анилы неароматических альдегидов также способны участвовать в реакции. Так, например, были получены аддукты с анилами α,β-непредельных альдегидов – коричного альдегида, цитраля, а также циклогексанона.
В настоящее время наиболее широко используется трёхкомпонентный вариант реакции Поварова, в котором основание Шиффа образуется из амина и альдегида и без выделения вступает в реакцию с электроноизбыточным алкеном. Трёхкомпонентный вариант реакции часто используется, если необходимо ввести в реакцию нестойкие имины, например, полученные из анилинов и алифатических альдегидов. В некоторых случаях тетрагидрохинолины окисляются до соответствующего хинолина кислородом воздуха.

## Механизм реакции
Поваров с соавторами считали, что реакция ароматических оснований Шиффа с активированными олефинами протекает как сопряжённое [4+2]-циклоприсоединение. Однако в работах последующих лет были получены многочисленные экспериментальные доказательства того, что катализируемая кислотами Льюиса или Брёнстеда конденсация ароматических оснований Шиффа с такими олефинами протекает по ступенчатому механизму. Таким образом, реакция Поварова лишь формально соответствует схеме циклоприсоединения по Дильсу-Альдеру.
С целью доказательства протекания реакции Поварова по ступенчатому механизму  был осуществлен "перехват" ионных интермедиатов с помощью введённых в реакционную среду нуклеофилов, например метанола. Продукты перехвата были выделены и охарактеризованы.
Однако, ступенчатый механизм не объясняет образования единственного стереоизомера в реакциях с дигидрофураном и дигидропираном.
Механизм реакции Поварова также исследовался методами квантовой химии.

## Синтетический потенциал
В классическом варианте реакции, когда приготовленный заранее имин вводят в реакцию с олефином, могут быть использованы различные бензилиденанилины, содержащие заместители как в остатке анилина, так и в бензольном кольце ароматического альдегида. Имины, полученные из неароматических альдегидов тоже способны вступать в реакцию Поварова; имины из алкиларилкетонов не вступают в эту реакцию.
Помимо виниловых эфиров, в реакцию с основаниями Шиффа можно вводить циклические виниловые эфиры (2,3-дигидропиран, 2,3-дигидрофуран и т.п.) и алкоксиацетилены. 
Наиболее предпочтительным растворителем для проведения реакции Поварова является ацетонитрил, хотя могут быть использованы тетрагидрофуран, толуол, бензол, дихлорметан, трифторэтанол, гексафторизопропанол и другие растворители,  а также ионные жидкости. В ряде случаев возможно проведение реакции в воде.
В качестве катализаторов используются кислоты Льюиса BF3·Et2O, ZnCl2, AlCl3, SnCl4, TiCl4 в свободном виде и в виде комплексов с хиральными спиртами, SmI2, FeCl3, InCl3, BiCl3, SbCl3 и другие, а также кислоты Брёнстеда KHSO4, CF3COOH, H2NSO3H и др., а также трифлаты лантаноидов.
Окислителями могут служить кислород воздуха, DDQ, сера, Mn(OAc)3 и другие.
Реакция Поварова, благодаря широкому синтетическому потенциалу, удобна для создания библиотек соединений методами комбинаторной химии. Например, в 2012 году с её использованием была создана библиотека из 2328 2,3,4-замещенных тетрагидрохинолинов.

### Четырехкомпонентный вариант реакции Поварова
В то время, как в традиционном варианте проведения реакции Поварова интермедиатный карбокатион вступает во внутримолекулярную реакцию с арильной группой, в четырёхкомпонентном варианте перехват нуклеофила используется как заключительная стадия в домино-конденсации. Циклизация в этом случае не происходит. Вариант такой реакции с этиловым эфиром глиоксиловой кислоты, 3,4-дигидро-4Н-пираном, анилином и этанолом с использованием трифлата скандия в качестве кислоты Льюиса и молекулярных сит приведён на схеме ниже:

### Асимметрический вариант реакции Поварова
Интерес к тетрагидрохинолинам как ключевому структурному фрагменту биоактивных, в том числе и природных, соединений требует развития методов синтеза оптически чистых веществ. Хотя реакция Поварова известна уже более 60 лет, разработки возможностей проведения её асимметрического варианта начались относительно недавно, и к настоящему моменту общего подхода не существует.
В 1994 году была опубликована первая статья об асимметрическом варианте реакции Поварова, в которой хиральный комплекс, образованный трифлатом иттербия, (R)-БИНОЛом и ДБУ проявил каталитическую активность в реакциях орто-гидроксиарилиминов и различных диенофилов и привел к продукту реакции Поварова с высокой стереоселективностью.
Впоследствии были опубликованы работы по асимметрическому катализу реакции Поварова другими хиральными кислотами Льюиса и Брёнстеда, а также хиральными производными мочевины. Структуры некоторых катализаторов, используемых для проведения этой реакции, изображены ниже.

### Внутримолекулярная реакция Поварова
Реакция Поварова может быть проведена во внутримолекулярном варианте, когда  в молекуле исходного карбонильного соединения или амина изначально присутствует электрообогащенная двойная (С=C) или тройная (C≡C) связь в положении, которое пространственно обеспечивает возможность её дальнейшего внутримолекулярного взаимодействия с образующимся на первой стадии иминным фрагментом, что ведет к получению соответствующих тетрагидрохинолинов или хинолинов с дополнительным коденсированным циклическим фргаментом:

### Окса-реакция Поварова
В 2013 г. был опубликован вариант реакции Поварова, в котором исходным веществом вместо основания Шиффа выступали ацетали, полученные восстановлением различных фенилпиколинатов  гидридом диизобутилалюминия (DIBAL) и последующим ацилированием. Было продемонстрировано, что эти соединения способны вступать в реакцию с алкенами и образовывать соответствующие хроманы. В качестве алкенов использовались стирол, циклопентен, циклогексен, норборнен. Получить продукты реакции Поварова с очень электроноизбыточными алкенами, такими как алкилвиниловые эфиры или дигидрофуран, в данном случае не удалось.
Механизм этой реакции также исследовался квантовохимическими методами.

### Модификация Катрицкого
В модификации Катрицкого на первой стадии конденсацию ароматического амина с альдегидом проводят в присутствии  бензотриазола, который присоединяется по двойной связи имина. Образующийся при этом аминаль (или смесь аминалей, получившихся в результате атаки N1 и N2 атомов бензотриазола) может быть выделен и далее на второй стадии введен  в реакцию с алкеном, который замещает бензотриазольный фрагмент и образует далее шестичленный цикл по стандартному механизму .  Этот приём был использован в синтезе препарата для лечения гиперхолестеринемии торцетрапиба.

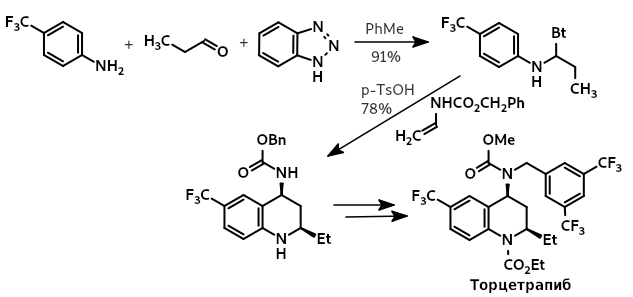
Модификация Катрицкого реакции Поварова в синтезе торцетрапиба. Bt — 1N-бензотриазолил.

## Примеры применения
Синтетические возможности реакции Поварова можно оценить с помощью следующих примеров:

## Обзоры
1. В.A. Глушков, А.Г. Толстиков. Синтез замещенных 1,2,3,4-тетрагидрохинолинов с использованием реакции Поварова. Новые возможности классической реакции. Успехи химии. Том 77, вып. 2, 2008, 138-160. https://www.uspkhim.ru/php/getFT.phtml?paperid=3749
2. Kouznetsov, V.V. Recent synthetic developments in a powerful imino Diels–Alder reaction (Povarov reaction): application to the synthesis of N-polyheterocycles and related alkaloids. Tetrahedron, 2009, 65, 2721–2750. https://doi.org/10.1016/j.tet.2008.12.059
3. Buonora, P., Olsen, J.-C., Oh, T. (2001) Recent Developments in Imino Diels-Alder Reactions. Tetrahedron, 57, 6099-6138. https://doi.org/10.1016/S0040-4020(01)00438-0
4. Forero, J.S.B., Junior, J.J., Da Silva, F.M. The Povarov Reaction as a Versatile Strategy for the Preparation of 1,2,3,4-Tetrahydroquinoline Derivatives: An Overview. Current Organic Synthesis, 2016, 13, 157-175. http://dx.doi.org/10.2174/1570179412666150706183906
5. Лиманцева Р. М. Стереоселективный синтез и биологическая активность циклопентен аннелированных полициклов с тетрагидрохинолиновым фрагментом: дисс. ... канд. хим. наук: 1.4.3. - Институт нефтехимии и катализа ИНК УФИЦ РАН. Уфа, 2022. 131 с. https://rusoil.net/sites/default/files/2022-09/LimantsevaRM-diss.pdf